# Nemotelus neuquenensis
Nemotelus neuquenensis är en tvåvingeart som beskrevs av Kertesz 1914. Nemotelus neuquenensis ingår i släktet Nemotelus och familjen vapenflugor. Inga underarter finns listade i Catalogue of Life.